# Leu moldovenesc
Leul moldovenesc(codul ISO 4217: MDL) este moneda națională a Republicii Moldova. Un leu este subdivizat în 100 bani (singular: ban ). În  momentul de față sunt disponibile bancnote cu valorile: 1, 5, 10, 20, 50, 100, 200, 500, 1.000 lei și monede de valori: 1 (nu se mai folosesc), 5, 10, 25, 50 bani, 1 leu, 2 lei, 5 lei, 10 lei. Leul a înlocuit cuponul moldovenesc pe 29 noiembrie 1993. Schimbul s-a realizat după cursul 1 leu pentru 1.000 cupoane. Între 1918–1939, când Moldova era parte componentă a României, leul românesc circula în această zonă. Când Republica Moldova făcea parte din URSS, moneda era rubla sovietică.
Cursul valutar oficial al MDL-ului pentru 16 martie 2021 era de:
- 1 EUR = ▼21,12 lei (24,01 lei în februarie 2015[4] și 14,4 lei în iulie 2008)
- 1 USD = ▼17,71 lei (20,99 lei în februarie 2015[4] și 9,66 lei în iulie 2008)

## Istorie
Rolul de bază pe piața internă și externă a Țării Moldovei îl jucau monedele din străinătate confecționate din aur și argint: ducații, florinii, zloții etc. În secolul al XVII-lea d.Hr., în Balcani și Țara Moldovei și-a făcut apariția și moneda olandeză «leeuwendaalder», pe care era chipul unui leu. Locuitorii Moldovei numeau aceste monede "lei". În 1867, după Unirea Principatelor Române, cu numele de „leu” a fost botezată moneda României, iar după căderea Uniunii Sovietice și bancnota Republicii Moldova a luat același nume. Leva bulgară are exact aceeași istorie.
În perioada dominării Imperiului Rus și formării ulterioare a Guberniei Basarabia, pe teritoriul situat între râul Prut și râul Nistru a fost introdusă ca unitate monetară rubla țaristă .
În perioada celui de-Al Doilea Război Mondial, sistemul monetar din Basarabia era într-o stare de haos: erau în circulație în același timp rubla sovietică, marca germană (Reichsmark, introdusă în perioada de ocupație) și leul românesc. A fost planificată, însă fără succes, introducerea unei monede speciale, Leul Institutului de Finanțe Externă. După Operațiunea Iași-Chișinău, până în septembrie 1944, teritoriul RSSM a fost inclus în componența Uniunii Sovietice, iar rubla sovietică au devenit singurul mijloc legal de plată.
Până la proclamarea Independenței Republicii Moldova, pe 11 iunie 1991, filiala republicană a Băncii de Stat a URSS a fost redenumită în Banca Națională a Moldovei și, deja, erau luate decizii cu privire la elaborarea monedei naționale. Ca o măsură temporară de stabilizare a circulației monetare în condițiile unui deficit acut de numerar și a creșterii prețurilor, pe lângă rubla sovietică au fost introdusă în martie-aprilie 1991 așa-numita Cartela consumatorului.
Pe 10 iunie 1992 a fost introdusă în circulație moneda temporară – cuponul moldovenesc. În 1992-1993 au fost emise bancnote cu nominalul de 50, 200, 1.000 și 5.000 de cupoane, care folosite în paralel cu rubla sovietică în raport de 1:1 .
Pe 29 noiembrie 1993, cuponul a fost înlocuit cu Leul, care a devenit singurul mijloc legal de plată pe 2 decembrie 1993. Schimbul a fost făcut cu o rată de 1 leu = 1.000 de cupoane.

## Elemente de siguranță
1. Filigran umbrit, reprezentînd portretul lui Ștefan cel Mare orientat spre centru, vizibil la privirea în contralumină.

2. Firul de siguranță metalizat încorporat între portretul lui Ștefan cel Mare și ghioșul central, vizibil la privirea în contralumină.

3. Elementul de suprapunere față-verso: la privirea bancnotei în contralumină conturul exterior al imaginilor soarelui de pe fața bancnotei și semilunii de pe verso trebuie să coincidă, la fel și cercul soarelui cu cercul în care este înscrisă semiluna. La suprapunere litera „V” de pe fața bancnotei și imaginea Columnei lui Traian și a Coloanei Infinitului de pe verso trebuie să formeze silueta literei „M” (Moldova).
Designul leului moldovenesc a fost elaborat de artistul plastic Gheorghe Vrabie.

## Monede

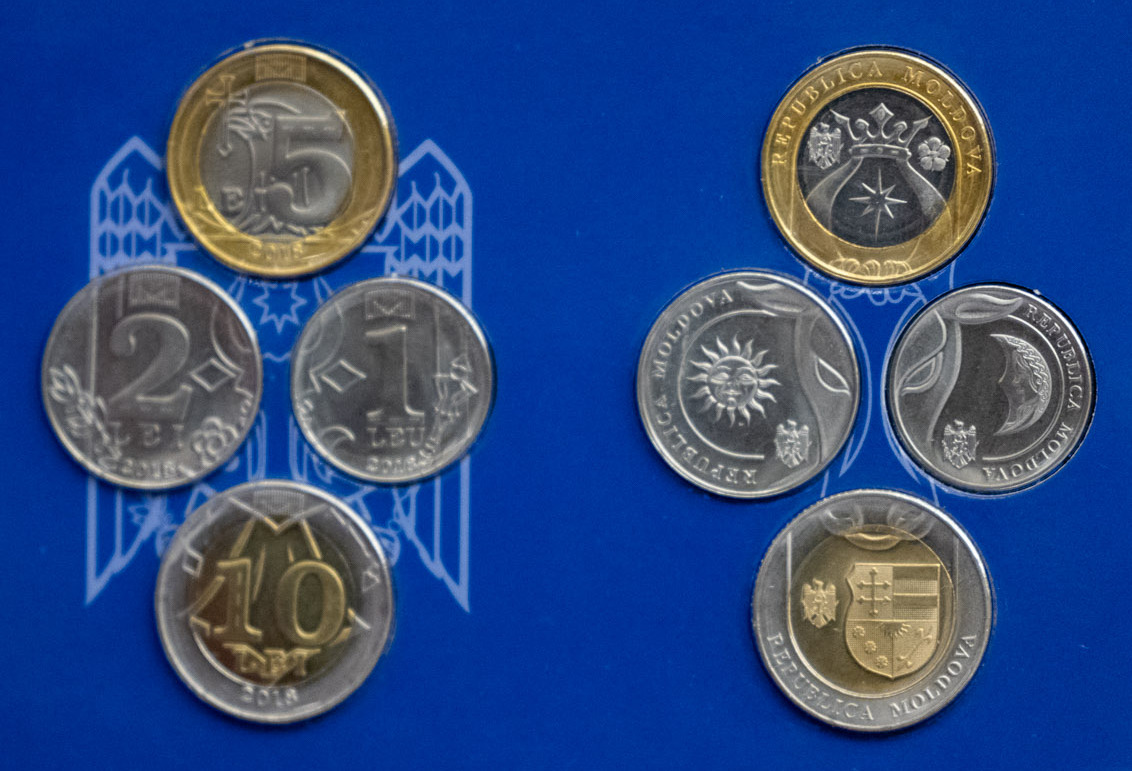
Monedele puse în circulație în 2018, alăturate, formează conturul stemei Republicii Moldova (avers) și cel al stemei Principatului Moldovei (revers)

Monedele moldovenești de schimb poartă numele — «ban». Toate monedele moldovenești cu excepția celei de 50 bani sunt confecționate din aluminiu, cele de 50 bani pînă la 2 februarie 1998 la fel erau confecționate din aluminiu, după care au început să fie confecționate din oțel placat cu alamă.
În februarie 2018, au fost introduse în circulație monede de 1, 2, 5 și 10 lei. Monede cu nominalul de 1 și 5 lei fuseseră prezente în circulație între anii 1993 şi 1994 și au fost ulterior sustrase din utilizarea publică.
| 1 leu | 2 lei | 5 lei | 10 lei |
| ----- | ----- | ----- | ------ |
|       |       |       |        |

|  | 5 bani | 10 bani | 25 bani | 50 bani |
|  | ------ | ------- | ------- | ------- |
|  |        |         |         |         |

| 1 ban | 50 bani | 1 leu | 5 lei |
| ----- | ------- | ----- | ----- |
|       |         |       |       |

## Bancnote
|  |  | 1 Leu  | 114×58 | Maro     | Ștefan cel Mare | Cetatea Soroca | noiembrie 1993 |
|  |  | 5 Lei  | 114×58 | Albastru | Ștefan cel Mare | Cetatea Soroca | noiembrie 1993 |
|  |  | 10 Lei | 121×61 | Roșu     | Ștefan cel Mare | Cetatea Soroca | noiembrie 1993 |

| A doua serie 1994 (folosite în prezent) | A doua serie 1994 (folosite în prezent) | A doua serie 1994 (folosite în prezent) | A doua serie 1994 (folosite în prezent) | A doua serie 1994 (folosite în prezent) | A doua serie 1994 (folosite în prezent) | A doua serie 1994 (folosite în prezent) | A doua serie 1994 (folosite în prezent) | A doua serie 1994 (folosite în prezent) | A doua serie 1994 (folosite în prezent) |
| Bancnote                                | Bancnote                                | Valoare                                 | Dimensiune (mm)                         | Culoare                                 | Imagini                                 | Imagini                                 | Imagini                                 | Date                                    | Date                                    |
| Față                                    | Verso                                   | Valoare                                 | Dimensiune (mm)                         | Culoare                                 | Față                                    | Verso                                   | Filigrane umbrite                       | Prima emisie                            |                                         |
| --------------------------------------- | --------------------------------------- | --------------------------------------- | --------------------------------------- | --------------------------------------- | --------------------------------------- | --------------------------------------- | --------------------------------------- | --------------------------------------- | --------------------------------------- |
|                                         |                                         | 1 Leu                                   | 114×58                                  | Galben                                  | Ștefan cel Mare                         | Mănăstirea Căpriana                     | Portretul lui Ștefan                    | mai 1994                                |                                         |
|                                         |                                         | 1 Leu                                   | 114×58                                  | Galben                                  | Ștefan cel Mare                         | Mănăstirea Căpriana                     | Portretul lui Ștefan                    | octombrie 2015                          |                                         |
|                                         |                                         | 5 Lei                                   | 114×58                                  | Albastru                                | Ștefan cel Mare                         | Biserica "Sfântul Dumitru" din Orhei    | Portretul lui Ștefan                    | aprilie 1994                            |                                         |
|                                         |                                         | 10 Lei                                  | 121×61                                  | Roșu                                    | Ștefan cel Mare                         | Mănăstirea Hîrjauca                     | Portretul lui Ștefan                    | mai 1994                                |                                         |
|                                         |                                         | 10 Lei                                  | 121×61                                  | Roșu                                    | Ștefan cel Mare                         | Mănăstirea Hîrjauca                     | Portretul lui Ștefan                    | octombrie 2015                          |                                         |
|                                         |                                         | 20 Lei                                  | 121×61                                  | Verde                                   | Ștefan cel Mare                         | Cetatea Soroca                          | Portretul lui Ștefan                    | noiembrie 1993                          |                                         |
|                                         |                                         | 20 Lei                                  | 121×61                                  | Verde                                   | Ștefan cel Mare                         | Cetatea Soroca                          | Portretul lui Ștefan                    | octombrie 2015                          |                                         |
|                                         |                                         | 50 Lei                                  | 121×61                                  | Roz                                     | Ștefan cel Mare                         | Mănăstirea Hîrbovăț                     | Portretul lui Ștefan                    | mai 1994                                |                                         |
|                                         |                                         | 50 Lei                                  | 121×61                                  | Roz                                     | Ștefan cel Mare                         | Mănăstirea Hîrbovăț                     | Portretul lui Ștefan                    | octombrie 2015                          |                                         |
|                                         |                                         | 100 Lei                                 | 121×61                                  | Portocaliu                              | Ștefan cel Mare                         | Cetatea Tighina                         | Portretul lui Ștefan                    | septembrie 1995                         |                                         |
|                                         |                                         | 100 Lei                                 | 133×66                                  | Portocaliu                              | Ștefan cel Mare                         | Cetatea Tighina                         | Portretul lui Ștefan                    | octombrie 2015                          |                                         |
|                                         |                                         | 200 Lei                                 | 133×66                                  | Roz-Galben                              | Ștefan cel Mare                         | Primăria Municipiului Chișinău          | Portretul lui Ștefan                    | septembrie 1995                         |                                         |
|                                         |                                         | 200 Lei                                 | 133×66                                  | Roz-Galben                              | Ștefan cel Mare                         | Primăria Municipiului Chișinău          | Portretul lui Ștefan                    | octombrie 2015                          |                                         |
|                                         |                                         | 500 Lei                                 | 133×66                                  | Portocaliu-Verde                        | Ștefan cel Mare                         | Catedrala din Chișinău                  | Portretul lui Ștefan                    | decembrie 1999                          |                                         |
|                                         |                                         | 500 Lei                                 | 133×66                                  | Portocaliu-Verde                        | Ștefan cel Mare                         | Catedrala din Chișinău                  | Portretul lui Ștefan                    | octombrie 2015                          |                                         |
|                                         |                                         | 1.000 Lei                               | 133×66                                  | Violet                                  | Ștefan cel Mare                         | Președinția Republicii Moldova          | Portretul lui Ștefan                    | octombrie 2003                          |                                         |